# Impronta (álbum)
Impronta es el quinto LP de la banda española de pop Lori Meyers. Ha sido editado en 2013, por medio de Universal Music Group.

## Lista de canciones
1. "Planilandia"
2. "El tiempo pasará"
3. "Huracán"
4. "Impronta"
5. "Emborracharme"
6. "Deshielo"
7. "Una señal"
8. "Tengo un plan"
9. "Zen"
10. "A-Sinte-Odio"
11. "De los nervios"
12. "Despedirse"

## Críticas
La crítica ha considerado Impronta un disco continuista con la anterior discografía de Lori Meyers. El punto negativo más resaltado por las críticas ha sido la poca complejidad de las letras.